# 中国三十三観音霊場
中国三十三観音霊場（ちゅうごくさんじゅうさんれいじょう）は、岡山県・広島県・山口県・島根県・鳥取県に点在する33ヶ所の観音霊場のこと。三十三か所を巡る巡礼行の札所である。昭和57年（1982年）3月に開創された。
平成25年（2013年）、「四国三十三観音霊場」と「九州西国三十三箇所」と当霊場が結び付き、百八観音霊場として開創する。4月18日、西大寺において開創記念法要が催された。 

## 霊場一覧
| 札所     | 山号     | 寺       | 読み             | 宗派               | 霊場本尊                      | 所在地                     |
| -------- | -------- | -------- | ---------------- | ------------------ | ----------------------------- | -------------------------- |
| 第1番    | 金陵山   | 西大寺   | さいだいじ       | 高野山真言宗       | 千手観世音菩薩                | 岡山県岡山市東区西大寺中   |
| 百八     | 金陵山   | 南海観音 | なんかいかんのん |                    |                               | 岡山県岡山市東区西大寺中   |
| 第2番    | 上寺山   | 餘慶寺   | よけいじ         | 天台宗             | 千手観世音菩薩                | 岡山県瀬戸内市北島         |
| 第3番    | 日光山   | 正楽寺   | しょうらくじ     | 高野山真言宗       | 十一面観世音菩薩              | 岡山県備前市蕃山           |
| 特別霊場 | 栃社山   | 誕生寺   | たんじょうじ     | 浄土宗             | 聖観世音菩薩                  | 岡山県久米郡久米南町誕生寺 |
| 第4番    | 医王山   | 木山寺   | きやまじ         | 高野山真言宗       | 十一面観世音菩薩              | 岡山県真庭市木山           |
| 第5番    | 金剛山   | 法界院   | ほうかいいん     | 真言宗             | 聖観世音菩薩                  | 岡山県岡山市北区法界院     |
| 第6番    | 由伽山   | 蓮台寺   | れんだいじ       | 真言宗             | 十一面観世音菩薩              | 岡山県倉敷市児島由加       |
| 第7番    | 補陀洛山 | 円通寺   | えんつうじ       | 曹洞宗             | 聖観世音菩薩                  | 岡山県倉敷市玉島柏島       |
| 第8番    | 中道山   | 明王院   | みょうおういん   | 真言宗大覚寺派     | 十一面観世音菩薩              | 広島県福山市草戸町         |
| 第9番    | 転法輪山 | 浄土寺   | じょうどじ       | 真言宗泉涌寺派     | 十一面観世音菩薩              | 広島県尾道市東久保町       |
| 特別霊場 | 摩尼山   | 西國寺   | さいこくじ       | 真言宗醍醐派       | 如意輪観世音菩薩              | 広島県尾道市西久保町       |
| 第10番   | 大宝山   | 千光寺   | せんこうじ       | 真言宗単立         | 千手観世音菩薩                | 広島県尾道市東土堂町       |
| 第11番   | 潮音山   | 向上寺   | こうじょうじ     | 曹洞宗             | 聖観世音菩薩                  | 広島県尾道市瀬戸田町瀬戸田 |
| 第12番   | 御許山   | 佛通寺   | ぶっつうじ       | 臨済宗             | 十一面観世音菩薩              | 広島県三原市高坂町許山     |
| 第13番   | 龍泉山   | 三瀧寺   | みたきでら       | 高野山真言宗       | 聖観世音菩薩                  | 広島県広島市西区三滝山     |
| 第14番   | 多喜山   | 大聖院   | だいしょういん   | 真言宗御室派       | 十一面観世音菩薩              | 広島県廿日市市宮島町       |
| 百八     |          | 極楽観音 | ごくらくかんのん |                    |                               | 広島県廿日市市宮島町       |
| 特別霊場 | 神峰山   | 般若寺   | はんにゃじ       | 真言宗御室派       | 聖観世音菩薩                  | 山口県熊毛郡平生町字佐木   |
| 第15番   | 鹿苑山   | 漢陽寺   | かんようじ       | 臨済宗南禅寺派     | 聖観世音菩薩                  | 山口県周南市鹿野上         |
| 第16番   | 正宗山   | 洞春寺   | とうしゅんじ     | 臨済宗建仁寺派     | 聖観世音菩薩 十一面観世音菩薩 | 山口県山口市水の上町       |
| 第17番   | 瀧塔山   | 龍蔵寺   | りゅうぞうじ     | 真言宗御室派       | 千手観世音菩薩 馬頭観世音菩薩 | 山口県山口市吉敷佐畑       |
| 第18番   | 松江山   | 宗隣寺   | そうりんじ       | 臨済宗東福寺派     | 如意輪観世音菩薩              | 山口県宇部市小串           |
| 第19番   | 金山     | 功山寺   | こうざんじ       | 曹洞宗             | 千手観世音菩薩                | 山口県下関市長府川端       |
| 第20番   | 霊椿山   | 大照院   | だいしょういん   | 臨済宗南禅寺派     | 聖観世音菩薩 准胝観世音菩薩   | 山口県萩市椿区青海         |
| 第21番   | 潮音山   | 観音院   | かんのんいん     | 臨済宗建仁寺派     | 聖観世音菩薩                  | 山口県萩市大字山田         |
| 第22番   | 亀甲山   | 多陀寺   | ただじ           | 高野山真言宗       | 十一面観世音菩薩              | 島根県浜田市生湯町         |
| 第23番   | 天応山   | 神門寺   | かんどじ         | 浄土宗             | 十一面観世音菩薩              | 島根県出雲市塩冶町         |
| 第24番   | 慶向山   | 禅定寺   | ぜんじょうじ     | 天台宗             | 聖観世音菩薩                  | 島根県雲南市三刀屋町乙加宮 |
| 第25番   | 浮浪山   | 鰐淵寺   | がくえんじ       | 天台宗             | 千手観世音菩薩                | 島根県出雲市別所町         |
| 第26番   | 医王山   | 一畑寺   | いちはたじ       | 臨済宗妙心寺派     | 瑠璃観世音菩薩                | 島根県出雲市小境町         |
| 第27番   | 瑞塔山   | 雲樹寺   | うんじゅじ       | 臨済宗妙心寺派     | 聖観世音菩薩                  | 島根県安来市清井町         |
| 第28番   | 瑞光山   | 清水寺   | きよみずでら     | 天台宗             | 十一面観世音菩薩              | 島根県安来市清水町         |
| 第29番   | 角磐山   | 大山寺   | だいせんじ       | 天台宗             | 十一面観世音菩薩              | 鳥取県西伯郡大山町大山     |
| 第30番   | 打吹山   | 長谷寺   | ちょうこくじ     | 天台宗             | 十一面観世音菩薩              | 鳥取県倉吉市仲之町         |
| 第31番   | 三徳山   | 三仏寺   | さんぶつじ       | 天台宗             | 十一面観世音菩薩              | 鳥取県東伯郡三朝町三徳     |
| 特別霊場 | 喜見山   | 摩尼寺   | まにじ           | 天台宗安楽律院法流 | 千手観世音菩薩                | 鳥取県鳥取市覚寺           |
| 第32番   | 補陀洛山 | 観音院   | かんのんいん     | 天台宗             | 聖観世音菩薩                  | 鳥取県鳥取市上町           |
| 第33番   | 乾向山   | 大雲院   | だいうんいん     | 天台宗             | 千手観世音菩薩                | 鳥取県鳥取市立川町         |

なお、百八観音霊場の場合は、当霊場は1番から39番となり、西大寺の「2番 南海観音」と大聖院の「18番 極楽観音」が追加される。